# Rikke Poulsen
Rikke Vestergaard Poulsen (født 20. april 1986 i Ejsing) er en tidligere dansk håndboldspiller og nuværende målvogtertræner i Team Esbjerg. Hun kom til klubben i 2019 som spiller, og stoppede karrieren endegyldigt i februar 2023. Hun har tidligere optrådt for Team Tvis Holstebro, SK Aarhus, Vejen EH og Viborg HK.
Hun deltog til VM i kvindehåndbold 2013 i Serbien, hvor Danmark vandt bronzemedaljer; de første danske medaljer i 9 år.

## Karriere
Hun startede som 4-årig i barndomsklubben Ejsing Boldklub.
I december 2016 tog hun en pause fra håndbolden på grund af barsel.
I 2019 vandt hun de danske mesterskab med Team Esbjerg. I 2021 vandt hun pokalturneringen med Esbjerg, og blev udnævnt til 'årets pokalfighter'.
I 2021 annoncerede hun sit karrierestop, men blev overtalt til at tage én sæson mere. Hun stoppede i februar 2023 pga. en knæskade. Hun blev derefter målmandstræner i Team Esbjerg, hvor hun træner med den danske landsholdsmålmand Anna Kristensen og Amalie Milling.